# Pellaea cordifolia
Pellaea cordifolia är en kantbräkenväxtart som först beskrevs av Sessé och José Mariano Mociño, och fick sitt nu gällande namn av Alan Reid Smith. Pellaea cordifolia ingår i släktet Pellaea och familjen Pteridaceae. Inga underarter finns listade.